# Lijst van fractievoorzitters van het CDA in de Tweede Kamer
Hieronder staat een lijst van fractievoorzitters van het Christen-Democratisch Appèl (CDA) in de Tweede Kamer.
De fractie van het CDA in de Tweede Kamer heeft sinds de oprichting van het CDA veertien verschillende voorzitters gehad. Van deze voorzitters zijn Ruud Lubbers en Maxime Verhagen het vaakst voorzitter geweest, viermaal, en Sybrand van Haersma Buma het langst (circa 8,5 jaar).

## Fractievoorzitters
| Fractievoorzitters            | Fractievoorzitters                        | Termijn                             | Stroming   | Periode   |
| ----------------------------- | ----------------------------------------- | ----------------------------------- | ---------- | --------- |
| A.A.M. (Dries) van Agt        | mr. A.A.M. (Dries) van Agt (1931–2024)    | 9 juni 1977 – 19 december 1977      | KVP        | 1977–1981 |
| W. (Willem) van Agt           | mr. W. (Willem) Aantjes (1923–2015)       | 19 december 1977 – 7 november 1978  | ARP        | 1977–1981 |
| R.F.M. (Ruud) Lubbers         | drs. R.F.M. (Ruud) Lubbers (1939–2018)    | 7 november 1978 – 10 juni 1981      | KVP        | 1977–1981 |
| A.A.M. (Dries) van Agt        | mr. A.A.M. (Dries) van Agt (1931–2024)    | 10 juni 1981 – 24 augustus 1981     | KVP        | 1981–1982 |
| R.F.M. (Ruud) Lubbers         | drs. R.F.M. (Ruud) Lubbers (1939–2018)    | 24 augustus 1981 – 4 november 1982  | KVP        | 1981–1982 |
| R.F.M. (Ruud) Lubbers         | drs. R.F.M. (Ruud) Lubbers (1939–2018)    | 24 augustus 1981 – 4 november 1982  | KVP        | 1982–1986 |
| B. (Bert) de Vries            | dr. B. (Bert) de Vries (1938)             | 4 november 1982 – 3 juni 1986       | ARP        |           |
| R.F.M. (Ruud) Lubbers         | drs. R.F.M. (Ruud) Lubbers (1939–2018)    | 3 juni 1986 – 14 juli 1986          | KVP        | 1986–1989 |
| B. (Bert) de Vries            | dr. B. (Bert) de Vries (1938)             | 14 juli 1986 – 14 september 1989    | ARP        | 1986–1989 |
| R.F.M. (Ruud) Lubbers         | drs. R.F.M. (Ruud) Lubbers (1939–2018)    | 14 september 1989 – 7 november 1989 | KVP        | 1989–1994 |
| L.C. (Elco) Brinkman          | mr.drs. L.C. (Elco) Brinkman (1948)       | 7 november 1989 – 16 augustus 1994  |            | 1989–1994 |
| L.C. (Elco) Brinkman          | mr.drs. L.C. (Elco) Brinkman (1948)       | 7 november 1989 – 16 augustus 1994  | 1994–1998  |           |
| E. (Enneüs) Heerma            | drs. E. (Enneüs) Heerma (1944–1999)       | 16 augustus 1994 – 27 maart 1997    | ARP        |           |
| J.G. (Jaap) de Hoop Scheffer  | mr. J.G. (Jaap) de Hoop Scheffer (1948)   | 27 maart 1997 – 1 oktober 2001      |            |           |
| J.G. (Jaap) de Hoop Scheffer  | mr. J.G. (Jaap) de Hoop Scheffer (1948)   | 27 maart 1997 – 1 oktober 2001      | 1998–2002  |           |
| J.P. (Jan Peter) Balkenende   | mr.dr. J.P. (Jan Peter) Balkenende (1956) | 1 oktober 2001 – 11 juli 2002       |            |           |
| J.P. (Jan Peter) Balkenende   | mr.dr. J.P. (Jan Peter) Balkenende (1956) | 1 oktober 2001 – 11 juli 2002       | 2002–2003  |           |
| M.J.M. (Maxime) Verhagen      | drs. M.J.M. (Maxime) Verhagen (1956)      | 11 juli 2002 – 30 januari 2003      |            |           |
| J.P. (Jan Peter) Balkenende   | mr.dr. J.P. (Jan Peter) Balkenende (1956) | 30 januari 2003 – 21 mei 2003       |            | 2003–2003 |
| M.J.M. (Maxime) Verhagen      | drs. M.J.M. (Maxime) Verhagen (1956)      | 21 mei 2003 – 30 november 2006      |            | 2003–2003 |
| J.P. (Jan Peter) Balkenende   | mr.dr. J.P. (Jan Peter) Balkenende (1956) | 30 november 2006 – 9 februari 2007  |            | 2006–2010 |
| M.J.M. (Maxime) Verhagen      | drs. M.J.M. (Maxime) Verhagen (1956)      | 9 februari 2007 – 22 februari 2007  |            | 2006–2010 |
| P.L.B.A. (Pieter) van Geel    | drs. P.L.B.A. (Pieter) van Geel (1951)    | 22 februari 2007 – 17 juni 2010     |            | 2006–2010 |
| M.J.M. (Maxime) Verhagen      | drs. M.J.M. (Maxime) Verhagen (1956)      | 17 juni 2010 – 14 oktober 2010      |            | 2010–2012 |
| S. (Sybrand) van Haersma Buma | mr. S. (Sybrand) van Haersma Buma (1965)  | 14 oktober 2010 – 22 mei 2019       |            | 2010–2012 |
| S. (Sybrand) van Haersma Buma | mr. S. (Sybrand) van Haersma Buma (1965)  | 14 oktober 2010 – 22 mei 2019       | 2012–2017  |           |
| S. (Sybrand) van Haersma Buma | mr. S. (Sybrand) van Haersma Buma (1965)  | 14 oktober 2010 – 22 mei 2019       | 2017–2021  |           |
| P.E. (Pieter) Heerma          | drs. P.E. (Pieter) Heerma (1977)          | 22 mei 2019 – 31 maart 2021         |            |           |
| W.B. (Wopke) Hoekstra         | mr. W.B. (Wopke) Hoekstra (1975)          | 31 maart 2021 – 11 januari 2022     |            | 2021–2023 |
| P.E. (Pieter) Heerma          | drs. P.E. (Pieter) Heerma (1977)          | 11 januari 2022 – 4 september 2023  |            | 2021–2023 |
| H. (Henri) Bontenbal          | drs. H. (Henri) Bontenbal (1982)          | 4 september 2023 – heden            |            | 2021–2023 |
| H. (Henri) Bontenbal          | drs. H. (Henri) Bontenbal (1982)          | 4 september 2023 – heden            | 2023–heden |           |